# Myosotella myosotis
Myosotella myosotis é uma espécie de molusco pertencente à família Ellobiidae.
A autoridade científica da espécie é Draparnaud, tendo sido descrita no ano de 1801.
Trata-se de uma espécie presente no território português, incluindo a zona económica exclusiva.